# Dwór w Muchowcu
Dwór w Muchowcu – zabytkowy dwór wybudowany w miejscowości Muchowiec.
W skład zespołu dworsko-folwarcznego oprócz dworu z przełomu XVIII/XIX w. wchodzą:
- oficyna, z końca XIX w.
- dom mieszkalny, z końca XIX w.
- obora, z 1880 r.
- pięć stodół, z końca XIX w.
- spichrz, z drugiej połowy XVIII w.
- gorzelnia, z 1862 r.
- ogród użytkowy (teren), z przełomu XVIII/XIX w.
- mur graniczny, z XIX w.[2]